# Goran Ikonić
Goran Ikonić, (nacido el 23 de marzo de 1980 en  Zvornik, Bosnia y Herzegovina) es un jugador de baloncesto bosnio. Con 1.96 metros de estatura, juega en la posición de alero. 

## Trayectoria
- Drina Zvornik (1998-2001)
- Rogla Atras (2001-2003)
- Rudar Ugljevik (2002-2003)
- Leotar Trebinje (2003-2005)
- KK Bosna Sarajevo (2005-2009)
- BC Donetsk  (2009-2010)
- KK Krka Novo Mesto (2010-2011)
- Pınar Karşıyaka (2011-2012)
- Polit.-Halychyna (2012-2013)
- KK Rabotnički (2013-2014)
- CSA Steaua de Bucarest (2014-2015)
- BBC Monthey (2015- )